# Kiunga ballochi
Kiunga ballochi é uma espécie de peixe da família Pseudomugilidae.
É endémica da Papua-Nova Guiné.
Os seus habitats naturais são: rios.